# Saguenay (rzeka)
Saguenay (fr. Rivière Saguenay, ang. Saguenay River) – rzeka w Kanadzie, w prowincji Quebec. Wypływa z jeziora Saint-Jean i uchodzi do estuarium Rzeki Świętego Wawrzyńca. Długość wynosi 170 km. Dolne 115 km rzeki, poniżej miasta Saguenay, to właściwie fiord, dostępny dla łodzi wycieczkowych.